# Traprain Law Chain
Die Traprain Law Chain ist eine massive, doppelt verknüpfte piktische Silberkette. Sie wurde 1938 in einem Steinbruch östlich vom Traprain Law Hillfort in East Lothian in Schottland gefunden, war aber nicht Teil des dort 1919 gefundenen römerzeitlichen Silberschatzes.
Sie besteht aus neunzehn Ringpaaren und wiegt etwa 1,66 kg. Es wird angenommen, dass sie aus dem 4. bis 6. Jahrhundert stammt. Die Kette ist unvollständig, es fehlt unter anderem der Endring, wobei ein Kettenende in einem einzigen Ring endet. Die Analyse legt nahe, dass sie aus eingeschmolzenem römischem Silber hergestellt wurde, das mit anderen Metallen versetzt wurde.
Obwohl den Pikten zugeschrieben, wurden nur drei der zehn gefundenen schweren Silberketten im piktischen Königreich gefunden. Die Torvaine Chain, eine weitere Silberkette, wurde 1881 beim Kaledonischen Kanal gefunden.
Die Kette von Traprain Law befindet sich seit 1939 im Museum of Scotland in Edinburgh.
Der Schatz von Traprain Law ist ein 23 kg wiegender Hacksilberfund.